# Cristina Sandu
Cristina Sandu (ur. 4 marca 1990) – rumuńska lekkoatletka specjalizująca się w skoku w dal i trójskoku.
W 2005 zajęła 11. miejsce w skoku w dal na mistrzostwach świata juniorów młodszych. Dwa lata później, na tej samej imprezie, uplasowała się na 4. pozycji. Złota medalistka olimpijskiego festiwalu młodzieży (2007). W 2009 zdobyła srebro w trójskoku na juniorskich mistrzostwach Europy w Belgradzie. W tym samym roku stanęła na najniższym stopniu podium igrzysk frankofońskich. Na eliminacjach zakończyła swój występ podczas halowego czempionatu Europy (2011). W 2013 zdobyła srebrne medale mistrzostw Bałkanów na stadionie i w hali oraz zajęła 10. miejsce podczas uniwersjady w Kazaniu. W 2014 była dwunasta w konkursie trójskoku podczas mistrzostw Europy w Zurychu. Wielokrotna medalistka mistrzostw Rumunii.

## Osiągnięcia
| Rok  | Impreza                               | Miejsce      | Konkurencja | Lokata            | Wynik (m) |
| ---- | ------------------------------------- | ------------ | ----------- | ----------------- | --------- |
| 2005 | Mistrzostwa świata juniorów młodszych | Marrakesz    | skok w dal  | 11. miejsce       | 5,94      |
| 2006 | Mistrzostwa świata juniorów           | Pekin        | skok w dal  | el. – 20. miejsce | 5,88      |
| 2007 | Mistrzostwa świata juniorów młodszych | Ostrawa      | skok w dal  | 4. miejsce        | 6,19      |
| 2007 | Olimpijski festiwal młodzieży Europy  | Belgrad      | skok w dal  | 4. miejsce        | 6,00      |
| 2007 | Olimpijski festiwal młodzieży Europy  | Belgrad      | trójskok    | 1. miejsce        | 12,98     |
| 2008 | Mistrzostwa świata juniorów           | Bydgoszcz    | skok w dal  | 9. miejsce        | 5,99      |
| 2008 | Mistrzostwa świata juniorów           | Bydgoszcz    | trójskok    | el. – 26. miejsce | 12,30     |
| 2009 | Mistrzostwa Europy juniorów           | Nowy Sad     | skok w dal  | 5. miejsce        | 6,21      |
| 2009 | Mistrzostwa Europy juniorów           | Nowy Sad     | trójskok    | 2. miejsce        | 13,61     |
| 2009 | Igrzyska frankofońskie                | Bejrut       | skok w dal  | 3. miejsce        | 6,29      |
| 2009 | Igrzyska frankofońskie                | Bejrut       | trójskok    | –                 | NM        |
| 2011 | Halowe mistrzostwa Europy             | Paryż        | skok w dal  | el. – 14. miejsce | 6,45      |
| 2011 | Młodzieżowe mistrzostwa Europy        | Ostrawa      | skok w dal  | el. –             | NM        |
| 2012 | Mistrzostwa Europy                    | Helsinki     | skok w dal  | el. – 19. miejsce | 6,44      |
| 2013 | Halowe mistrzostwa krajów bałkańskich | Stambuł      | skok w dal  | 2. miejsce        | 6,43      |
| 2013 | Uniwersjada                           | Kazań        | skok w dal  | 10. miejsce       | 6,20      |
| 2013 | Mistrzostwa krajów bałkańskich        | Stara Zagora | skok w dal  | 2. miejsce        | 6,51      |
| 2014 | Mistrzostwa Europy                    | Zurych       | trójskok    | 12. miejsce       | 13,58     |
| 2015 | Halowe mistrzostwa Europy             | Praga        | trójskok    | el. – 9. miejsce  | 13,97     |

## Rekordy życiowe
- Skok w dal (stadion) – 6,57 (2012)
- Skok w dal (hala) – 6,54 (2011)
- Trójskok (stadion) – 13,99 (2014)
- Trójskok (hala) – 13,97 (2015)